# Equipamiento de los futbolistas

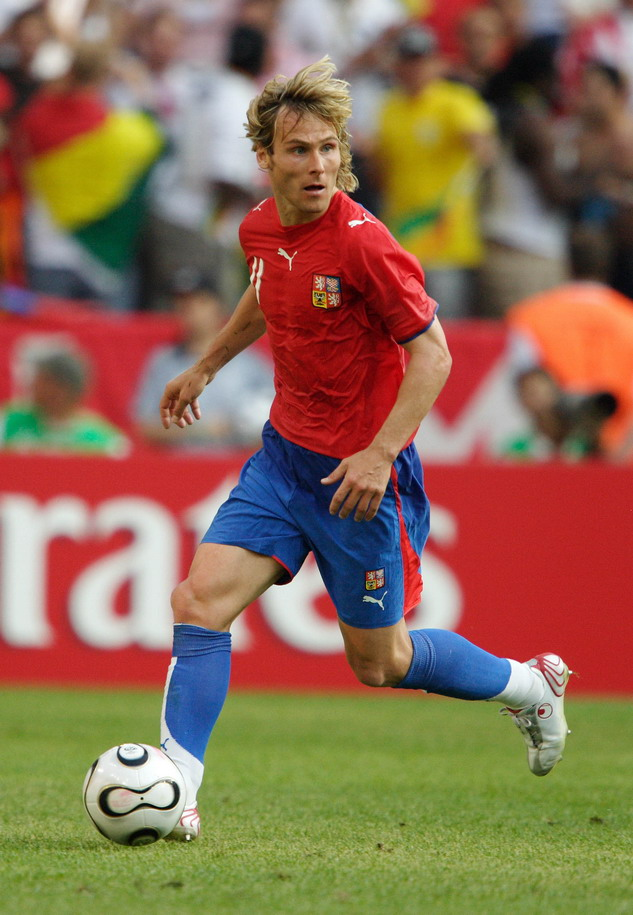
El jugador Pavel Nedvěd en 2006, llevando un equipamiento moderno.

En el fútbol, el equipamiento se refiere a la indumentaria y accesorios que deben llevar los jugadores a lo largo del desarrollo de los partidos. Los futbolistas generalmente llevan números identificatorios —denominados dorsales— en la parte trasera de sus camisetas y en ocasiones en la parte delantera y pantalones. Originalmente, un equipo usaba los números del 1 al 11, correspondiéndose abiertamente con su posición dentro del campo, pero a nivel profesional, esta práctica se suplantó por la numeración del equipo, en el que cada miembro lleva un número fijo a lo largo de una determinada temporada o competición. Algunos clubes profesionales también suelen mostrar el nombre, apellido o apodo del jugador sobre el número o, menos frecuentemente, debajo del mismo.
El equipamiento de los futbolistas evolucionó significativamente desde los primeros días del deporte, cuando los jugadores vestían gruesas camisas de algodón, pantalones por debajo de las rodillas, medias hasta las rodillas y rígidas botas de cuero. En el siglo XX las botas se volvieron más livianas, los pantalones se acortaron y los avances de la producción textil y de estampa permitieron la fabricación de camisetas de fibras sintéticas livianas, con diseños más coloridos y complejos. También se volvió usual la impresión del logotipo de patrocinadores tanto en camisetas como pantalones. Los equipamientos —principalmente las camisetas— se empezaron a fabricar en masa, permitiendo así que los seguidores pudiesen comprarlos y generando grandes beneficios para los clubes.
Las reglas del fútbol de la FIFA, cuya redacción está a cargo de la International Football Association Board, formada por la FIFA y las cuatro asociaciones de fútbol del Reino Unido, especifican en su Regla 4: Equipamiento del jugador el equipamiento mínimo obligatorio. Consta de cinco elementos: camiseta con manga corta o larga (también llamada camisa, casaca o remera), pantalones cortos (o shorts), medias (o calcetines), calzado y espinilleras (o canilleras). Los guardametas pueden llevar pantalones de chándal en lugar de shorts.

## Historia

### sigloXIX
El fútbol asociación organizado se jugó por primera vez en Inglaterra en la década de 1860. En estos tiempos, el concepto de un color generalizado en todo el equipo no existía; los equipos jugaban con cualquier vestimenta que tenían disponible y los jugadores de un mismo equipo se distinguían usando gorras o bandas que cruzaban el pecho, del hombro a la cintura. Esta práctica se volvió problemática, por lo que en un manual del juego de 1867 se sugirió que los equipos deberían intentar «siempre que pueda ser arreglado con anterioridad, que uno de ellos lleve jerséis rayados de un color, por ejemplo rojo, y el otro, por ejemplo, azul. Esto previene la confusión y salvajes intentos de robar el balón a un compañero».

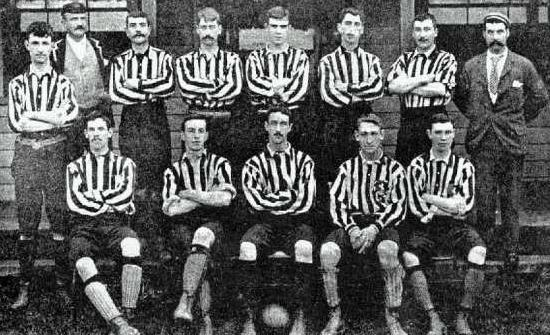
El equipo del New Brompton de 1894 luciendo el equipamiento típico de la época: un pesado jersey, pantalones por la rodilla, botas altas y pesadas, cinturón y canilleras por encima de las medias.

Los primeros uniformes iguales comenzaron a aparecer en la década de 1870, siendo muchos los clubes que eligieron los colores asociados con las escuelas u otras organizaciones deportivas de las cuales emergieron. Los colores y los diseños a menudo cambiaban drásticamente entre cada partido, siendo un ejemplo Bolton Wanderers F. C., club que usó camisetas rosadas en algunos y blancas con puntos rojos en otros en el lapso de un año. En esa época, los jugadores usaban pantalones por las rodillas o por debajo de ellas, usualmente con un cinturón o tirantes. Arthur Kinnaird, una de las primeras estrellas del deporte, era conocido por sus largos pantalones blancos. Tampoco existían los números para identificar a los jugadores, por lo que el programa de un partido de 1875 entre Queen's Park F. C. y Wanderers F. C. en Glasgow identificaba a los jugadores por el color de sus gorras o medias. Las primeras espinilleras fueron usadas en 1874 por el jugador del Nottingham Forest Sam Weller Widdowson, quien cortó un par de protectores de críquet y se los puso sobre las medias. Inicialmente esta medida fue ridiculizada, pero pronto fue del gusto de otros jugadores. Para el cambio de siglo, las canilleras se volvieron más pequeñas y se usaron dentro de las medias.
Mientras el juego pasaba gradualmente de ser practicado por amateurs adinerados a profesionales de clase obrera, los equipamientos también cambiaron. Los mismos clubes fueron entonces los responsables de comprar el equipamiento y de los asuntos financieros, y junto con la necesidad de que el creciente número de espectadores pudiera identificar fácilmente a los jugadores, llevaron a abandonar los pálidos colores de los primeros años a favor de simples combinaciones de colores primarios. En 1890, The Football League —formada dos años antes— reglamentó que ninguno de los equipos miembros podría tener uniformes similares. Más tarde se abandonó esta regla en favor de otra que estipulaba la obligación de los clubes de tener un segundo equipamiento con colores diferentes al primero. Inicialmente era el equipo local el que debía cambiar a su segundo uniforme en el caso de confusión, pero esta regla se cambió en 1921, instando al equipo visitante a que lo hiciera.
Las primeras botas específicas para la práctica del fútbol emergieron en la era profesional, tomando el relevo del calzado cotidiano o botas de trabajo. Al principio, los jugadores simplemente clavaban tiras de cuero a los zapatos para aumentar el agarre, llevando a que la FA estableciera que ningún clavo debía asomarse por fuera del calzado. Para los años 1880, estas rudimentarias añadiduras se volvieron tapones. Las botas de esa época estaban hechas de cuero pesado, tenían puntas duras y llegaban hasta bien arriba del tobillo de los jugadores.

### Principios delsigloXX
Mientras el juego comenzaba a esparcirse por Europa y otras partes, los clubes adoptaban uniformes similares a aquellos usados en el Reino Unido y, en algunos casos, la elección de los colores estuvo inspirada en los empleados por clubes británicos. Por ejemplo, en 1903 la Juventus de Italia adoptó un uniforme blanco y negro inspirado en el vestuario de Notts County. Dos años después, el Club Atlético Independiente de Argentina adoptó la camiseta roja tras ver jugar al Nottingham Forest. Existe además el caso del Athletic Club y el Atlético de Madrid, quienes compraban directamente el equipamiento del Blackburn Rovers y más tarde del Southampton Football Club, siendo los colores de este último los que adoptarían definitivamente.

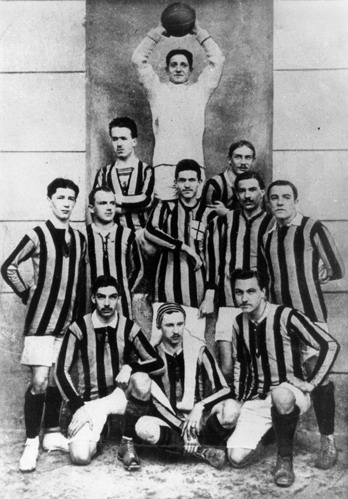
Para principios del siglo XX, los pantalones se volvieron más cortos y los guardametas usaban camisetas de un color diferente, como se observa en esta fotografía del Internazionale de 1910.

En 1904, The Football Association abandonó la regla en la cual establecía que los pantalones debían cubrir las rodillas y los equipos comenzaron a usarlos mucho más cortos. Inicialmente, casi todos los equipos utilizaban pantalones de un color que contrastaba con el de la camiseta. En 1909, en un intento de ayudar a los árbitros a identificar a los guardametas entre el montón de jugadores, se modificaron las reglas para establecer que debía lucir una camiseta de un color distinto al de sus compañeros. Inicialmente se especificó que tal atuendo debía ser escarlata o azul real, pero cuando se añadió el verde como tercera opción en 1912, pronto todos los porteros jugaban en ese color. Con todo, en este periodo solían llevar una indumentaria de lana más similar a un suéter que a las camisas de los demás jugadores.
En 1920 se hicieron experimentos esporádicos con camisetas numeradas, pero la idea no avanzó. El primer partido importante jugado con camisetas numeradas fue la final de la FA Cup de 1933 entre el Everton y el Manchester City. Sin embargo, en vez de añadirse los números a los uniformes existentes de los clubes, se hicieron dos equipamientos especiales para la final, uno blanco y otro rojo y fueron sorteados con una moneda entre los dos clubes. Los jugadores del Everton llevaron los números del 1 al 11 y los del City del 12 al 22. No fue hasta la década de 1940 que la numeración se asentó con cada equipo, usando los números 1 al 11. Aunque no había regulaciones acerca de qué jugador debía utilizar determinado número, ciertos guarismos empezaron a ser asociados con posiciones específicas del campo de juego, siendo los ejemplos más conocidos el número 9, que se reservaba al primer delantero del equipo, y el 1, para el guardameta. Los números se asignaban de manera fija para cada jugador a lo largo de un campeonato en la Copa Mundial de 1954, debiendo utilizarse los números del 1 al 22. Cuando se introdujeron las sustituciones en la década siguiente, los jugadores suplentes llevaban los números del 12 al 14, aunque se les permitía omitir el 13 en caso de que el jugador fuera supersticioso.
En los años 1930 también se avanzó en la fabricación de las botas gracias a la disponibilidad de materiales sintéticos y cueros más livianos. Para 1936 los jugadores europeos llevaban botas que pesaban un tercio de las empleadas una década antes, con la excepción de los clubes británicos, que no adoptaron estas reformas. Incluso el jugador Billy Wright manifestó su desdén por el nuevo calzado, declarando que eran más apropiadas para el ballet que para el fútbol.

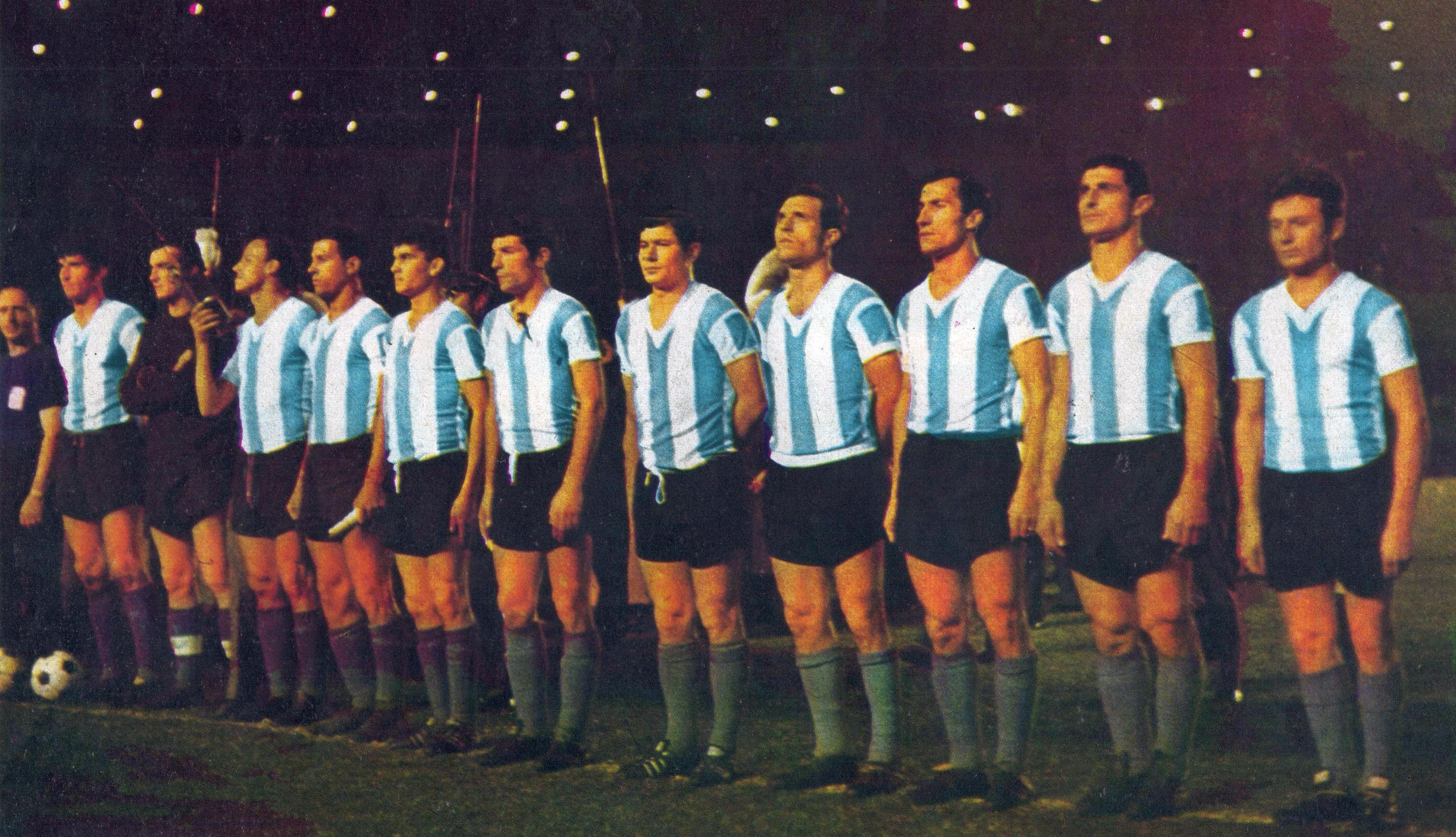
La selección argentina con el uniforme típico de los años 1960.

En el periodo inmediatamente posterior a la Segunda Guerra Mundial, muchos equipos de Europa se vieron forzados a vestir uniformes inusuales, a causa del racionamiento de la vestimenta. En los años 1950, los uniformes usados en el sur de Europa y Sudamérica se volvieron mucho más livianos, los cuellos en pico reemplazaron a los cuellos de camisa y las telas sintéticas a las pesadas fibras naturales. Las primeras botas cortadas por debajo del tobillo fueron introducidas por Adidas en 1954. A pesar de que costaban el doble de las botas convencionales hasta entonces, fueron un gran éxito y establecieron la base de la compañía alemana en el mercado del fútbol. Sobre la misma década, Adidas también desarrolló las primeras botas con tapones intercambiables, para acomodarse a las condiciones del campo. En otras partes, estas mejoras tardaron más en adoptarse; los clubes británicos volvieron a resistirse a estos cambios y mantuvieron equipamientos apenas diferentes a los de antes de la guerra, mientras que los países de la Europa Oriental continuaron usando uniformes considerados fuera de moda. Cuando un equipo del F. C. Dínamo de Moscú hizo una gira por la Europa occidental en 1945, generó tantos comentarios por sus grandes pantalones como por la calidad de su juego. Con la llegada de las competiciones internacionales, como la Copa de Europa, el estilo de uniforme del sur de Europa se adoptó en el resto del continente y para el final de la década, los equipamientos pesados y las botas de los años previos a la guerra fueron abandonados completamente. En los años 1960 se observaron pocos cambios en el diseño de los uniformes, y los clubes generalmente optaban por colores simples que se visualizaban adecuadamente bajo las entonces novedosas lámparas de los estadios. Los diseños de uniformes de fines de 1960 y principios de 1970 son muy estimados por los fanáticos del fútbol.

### Finales delsigloXX

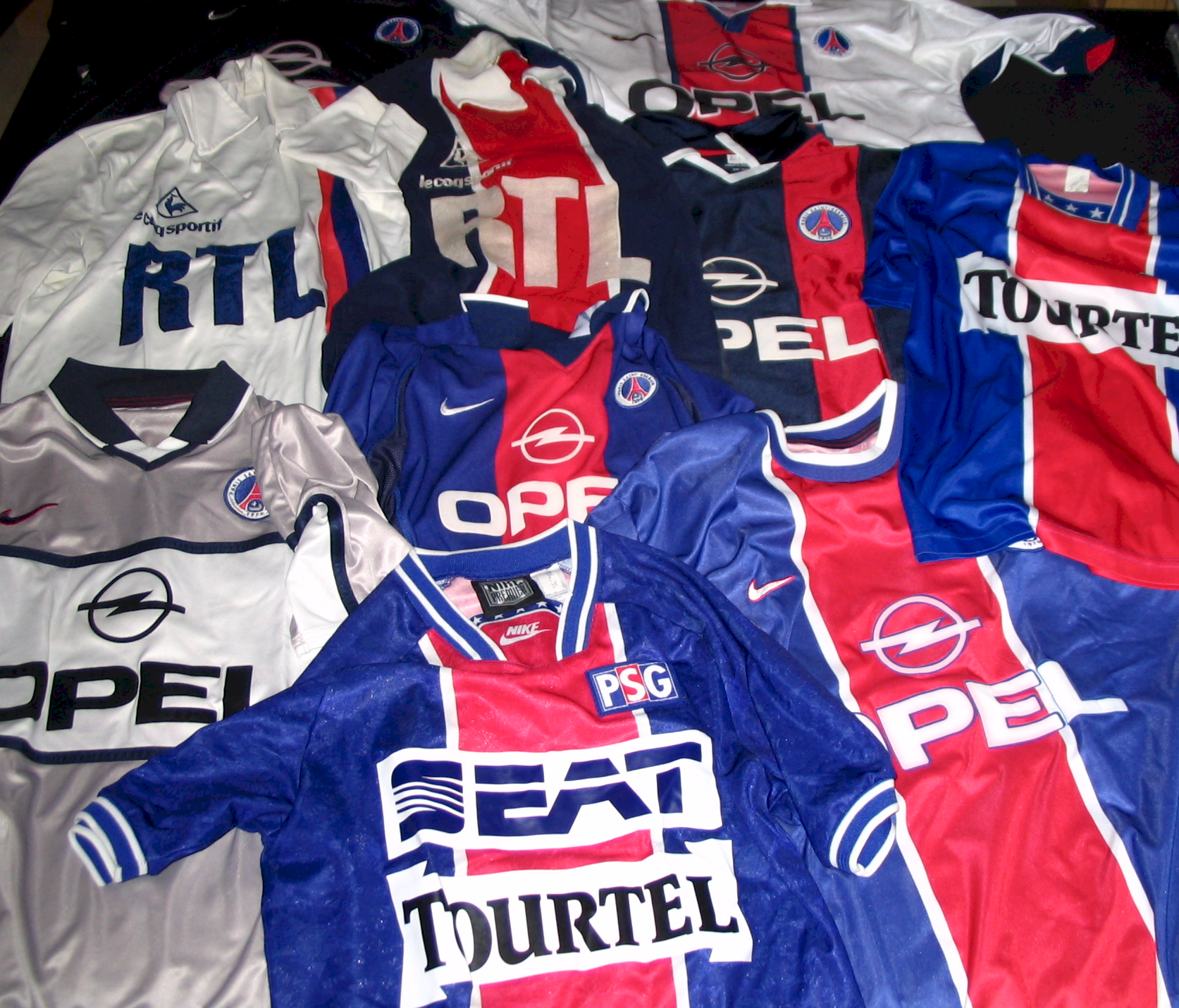
Camisetas de distintas temporadas del Paris Saint-Germain Football Club, donde se observan varios patrocinadores.

En los años 1970 los clubes comenzaron a crear diseños personalizados y en 1975 el equipo inglés Leeds United —que en la década pasada había cambiado sus colores azul y oro tradicionales a un uniforme enteramente blanco, en referencia al Real Madrid— fue el primer conjunto en diseñar un uniforme que saldría a la venta. Motivados por los beneficios económicos, otros equipos lo imitaron, añadiendo el logo del fabricante y un mayor nivel de ornamentación. En la primera parte de la década también llegaron los primeros equipamientos patrocinados, con grandes clubes como el F. C. Bayern de Múnich mostrando nombres de compañías en sus camisetas. En poco tiempo, la mayoría de los principales clubes habían firmado acuerdos por el estilo, con la notable excepción de dos de los principales equipos españoles: el F. C. Barcelona y el Athletic Club. Los últimos rechazaron patrocinios hasta 2004, cuando aceptaron la propuesta del gobierno del País Vasco de lucir la palabra «Euskadi» en sus partidos de la Copa de la UEFA. Por su parte, el Barcelona rechazó contratos de patrocinio en favor de llevar el logotipo de UNICEF, al mismo tiempo que donan 1,5 millones de euros cada año. Los jugadores también comenzaron a firmar contratos individuales con compañías. En 1974, Johan Cruyff rechazó vestir el uniforme de la selección neerlandesa porque la indumentaria de Adidas entraba en conflicto con su contrato con Puma. Finalmente se le permitió llevar una versión sin la marca Adidas. Puma también pagó a Pelé 120.000 dólares estadounidenses para que calzase sus botas y le pidió específicamente que se agachase para atar sus cordones al comienzo de la final de la Copa Mundial de Fútbol de 1970, asegurándose así un primer plano de las botas para los telespectadores de todo el mundo.

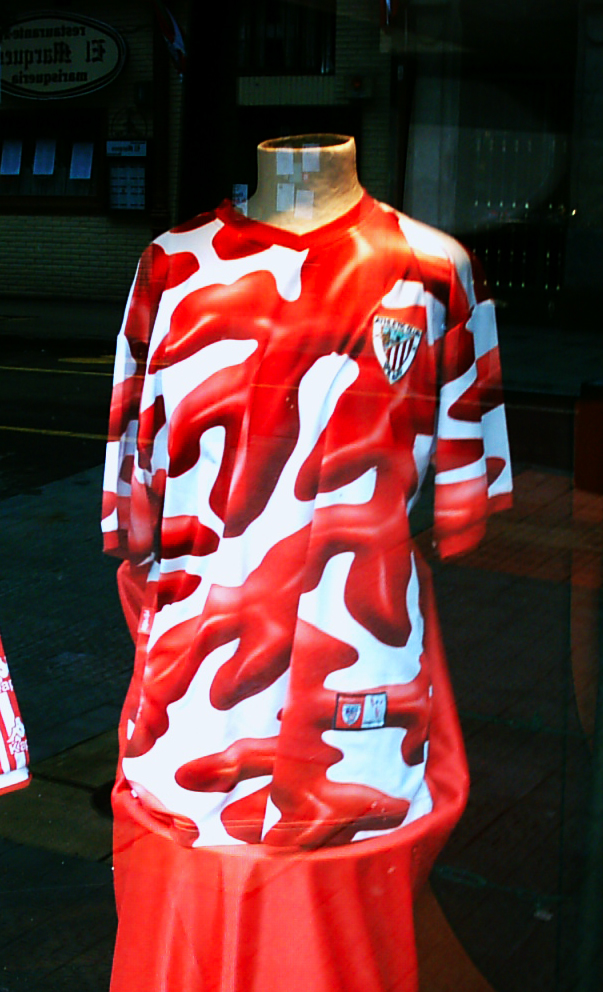
La denominada «camiseta ketchup», usada por el Athletic Club de España, fue elegida como una de las más feas de la historia.

En los años 1980, algunos fabricantes como Hummel y Adidas comenzaron a desarrollar camisetas con diseños más complejos, puesto que las nuevas tecnologías llevaron a la introducción de nuevos elementos como impresiones con sombras o rayas finas. Los pantalones se volvieron más cortos que nunca durante las décadas de 1970 y 1980, y paulatinamente se volvió usual añadirles el número del jugador en el frente, aunque su inclusión no fue obligatoria en las competiciones de la FIFA hasta 2005. En la final de la Copa FA de 1991, los jugadores del Tottenham Hotspur salieron al campo con pantalones algo más largos y sueltos. Al principio este nuevo estilo fue rechazado, pero en poco tiempo tanto clubes británicos como de otras partes del mundo adoptaron estos pantalones. En la Eurocopa de 1992, jugada en Suecia, los jugadores llevaron por primera vez su nombre además de su número en la camiseta. A nivel de clubes, la primera vez que se introdujo el nombre del jugador fue en la Football League Cup de 1993. En los años 1990 los diseños de camisetas se volvieron extravagantes en muchos casos, principalmente porque se buscaba que las mismas tuvieran un buen aspecto como objeto de venta para los aficionados. Sin embargo, muchos de los diseños de esta década se recuerdan como los peores de todos los tiempos. En 1996, el Manchester United introdujo unas camisetas grises diseñadas específicamente para ser usadas con pantalones vaqueros, pero fueron abandonadas a mitad de un partido porque el entrenador Alex Ferguson afirmaba que la razón por la que su equipo estaba perdiendo 3-0 era que los jugadores no se podían ver unos a otros en el campo. El United se cambió de uniforme y marcó un gol en la segunda mitad. Entre otros ejemplos de camisetas con diseños poco usuales de esta década se pueden encontrar la utilizada por el Hull City A. F. C., con un distinguido animal print haciendo honor al sobrenombre de «tigres», y la introducida por la A. C. Fiorentina que presentaba cruces dispuestas de tal manera que sus bordes dibujaban esvásticas.
Las principales ligas introdujeron los números de equipo, fijando un dorsal para cada jugador para toda la temporada. Por otro lado, a finales de la década apareció entre los jugadores una breve moda que consistía en levantar o quitarse la camiseta para revelar otra con un mensaje político, religioso o personal impreso. Esto llevó a una reglamentación por parte de la International Football Association Board en 2002, que establecía que las camisetas internas no pueden tener tales mensajes o logos.

### sigloXXI

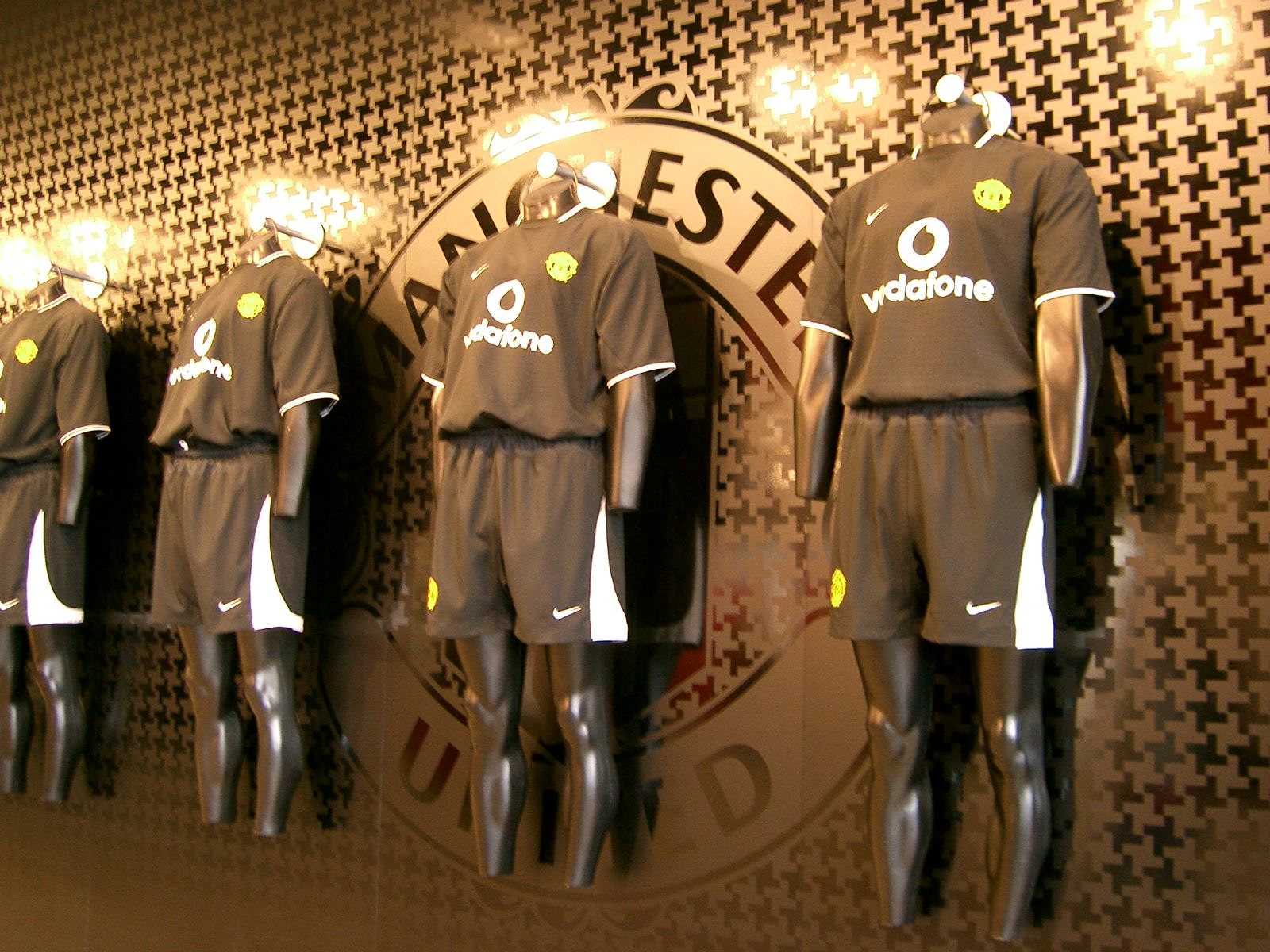
Uniformes a la venta.

El mercado de las camisetas ha crecido enormemente, generando grandes ingresos ayudados por la frecuencia con la que los equipos renuevan su equipamiento. En el Reino Unido, por ejemplo, este mercado alcanza un valor de más de 200 millones de libras esterlinas. Sin embargo, muchos entusiastas compran réplicas falsas de estas camisetas, importadas de países como Tailandia y Malasia, como consecuencia de los altos precios de venta. A pesar de esto, en algunas ocasiones la posibilidad que tienen los seguidores de comprar una camiseta con el número y el nombre de un jugador estrella, lleva a verdaderos beneficios para el club. En los primeros seis meses tras la transferencia de David Beckham al Real Madrid, el club vendió más de un millón de camisetas con el número 23. Otro mercado que se ha desarrollado es el del coleccionismo de camisetas llevadas por ciertos jugadores en determinados partidos. La camiseta lucida por Pelé en la final de la Copa Mundial de Fútbol de 1970 se vendió por más de 150.000 libras esterlinas en una subasta de 2002.
A partir del año 2000, se han conseguido avances en el diseño del equipamiento, con diversos grados de éxito. En 2002, la selección camerunesa compitió en la Copa Africana de Naciones de Malí con camisetas sin mangas, pero la FIFA estimó que tal indumentaria no se consideraba una camiseta y que por lo tanto no estaba permitida según las reglas del fútbol. El fabricante Puma AG primeramente añadió mangas negras para respetar la norma, pero más tarde proveyó al equipo con un uniforme de una sola pieza, esto es, camiseta y pantalón juntos. La FIFA prohibió el uniforme, pero puesto que el equipo desoyó la orden, se le descontaron seis puntos de la clasificación para la Copa Mundial de 2006, decisión que fue apelada. Más éxito tuvieron las ceñidas camisetas de la selección italiana fabricadas por Kappa, diseño que fue emulado por otras selecciones y clubes. Otra innovación que tuvo poca aceptación ocurrió en el 2005, cuando el entonces entrenador del Real Madrid, Vanderlei Luxemburgo, hizo que Raúl González usara un auricular para darle órdenes directamente.
Con motivo de varios centenarios de clubes a finales del siglo XX y principios del XXI, muchos equipos lanzaron al mercado camisetas conmemorativas de la ocasión, como por ejemplo Boca Juniors, que en 2005 sacó una camiseta similar a una usada en 1907, o el Inter de Milán, que diseñó un modelo que incluye la cruz de San Jorge, patrono de la ciudad.

## Equipamiento básico
La Regla 4 establece un equipamiento básico que todos los jugadores deben utilizar. Se especifican cinco objetos: camiseta (también llamada camiseta, casaca o remera), pantalones cortos (o shorts), medias (o calcetines), calzado y espinilleras (o canilleras). Aunque la mayoría de los jugadores emplean un tipo de calzado específico denominado, entre otras maneras, «botas de fútbol», las reglas no especifican que tengan tacos. Las camisetas deben tener mangas –largas o cortas– y los guardametas deben vestir unas que se distingan fácilmente de las de los demás jugadores y árbitros. La única restricción del equipamiento definida en las reglas indica que los jugadores «no utilizarán ningún equipamiento ni llevarán ningún objeto que sea peligroso para ellos mismos o para los demás jugadores». En caso de que algún jugador infrinja alguno de los puntos de esta regla durante el partido, el árbitro ordenará al infractor que abandone el terreno de juego para poner en orden su equipamiento. Una vez que el juez se cerciore de que el equipamiento se encuentre en un estado apto para el juego, el futbolista podrá volver a ingresar al campo.

### Camiseta

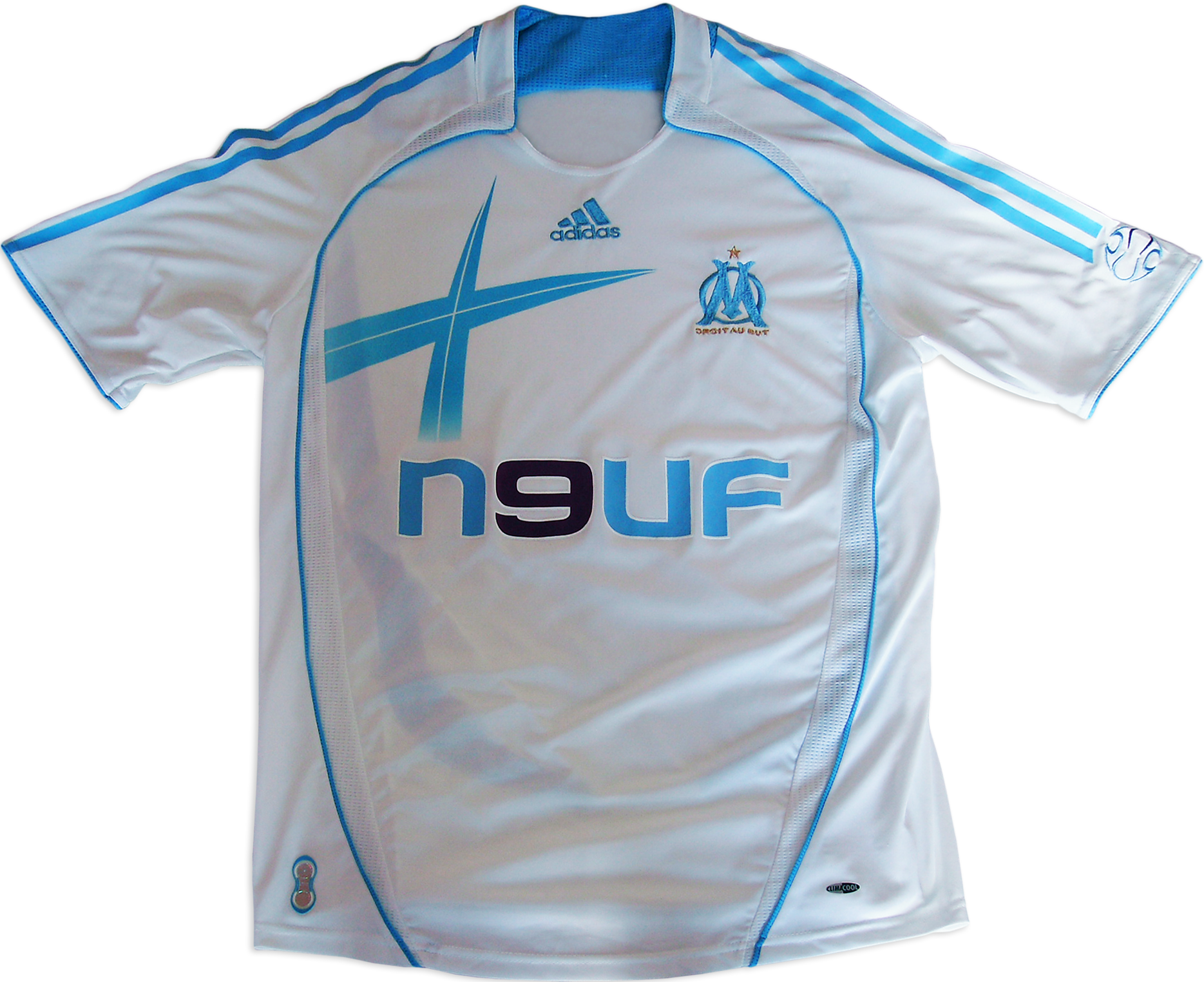
La camiseta del Olympique de Marsella para la temporada 2006-07.

Las camisetas se hacen normalmente de un tejido de poliéster que no aísla el sudor o el calor corporal, de la misma manera en la que lo hace una camiseta hecha de fibra natural. La mayoría de los clubes profesionales tienen logos de patrocinadores en el frente de su camiseta, lo que puede generar importantes ingresos, mientras que algunos también ofrecen a sus patrocinadores la oportunidad de ubicar su logo en la espalda y las mangas. Dependiendo de las reglas locales, puede haber restricciones sobre el tamaño de estos logos o incluso qué logos pueden mostrarse. Algunas competiciones, como la liga española de fútbol o la Liga de Campeones de la UEFA, también pueden requerir que los jugadores lleven un parche en la manga mostrando el logo de la competición. El número del jugador se estampa normalmente en la parte trasera de la camiseta, aunque algunas selecciones nacionales lo estampan más pequeño en el frente. Muchos clubes profesionales y selecciones imprimen asimismo el apellido, nombre o sobrenombre del jugador sobre el número, el cual debe poder distinguirse fácilmente del resto del diseño de la camiseta, usando otro color o dejando un margen. El mismo también debe tener una altura entre 25 y 35 cm y debe poder verse completamente cuando la camiseta esté dentro del pantalón. Usualmente se le pide a los capitanes de cada equipo que usen una banda elástica sobre la manga izquierda, conocida como brazalete de capitán, para poder identificarse. Cada equipo dispone de sus propios equipamientos para disputar los partidos.

### Botas
La mayoría de los jugadores se calzan botas de fútbol, que pueden estar hechas de cuero o de materiales sintéticos como el poliuretano. Las botas modernas están ligeramente cortadas bajo los tobillos, en contraposición a las altas botas de décadas pasadas, y tienen tacos o tapones insertados en las suelas. Los hay de tres tipos: caucho, aluminio y hierro para distintos tipos de terreno. Estos pueden ser parte fija de la suela, pero existen igualmente versiones en las que se pueden retirar con un destornillador. Hay muchos tipos de tapones, y su cantidad y distribución deben amoldarse a las características del terreno. Como regla general, a mayor número de tacos, menor adherencia y por tanto menor posibilidad de sufrir una lesión en terrenos blandos. La distribución adecuada de los mismos entre el talón y el resto del pie es de vital importancia para evitar torceduras o lesiones en las rodillas o tobillos durante la rotación del pie mientras éste se encuentra enclavado en el terreno. Del mismo modo, las suelas, hechas principalmente de caucho o poliuretano, pueden variar en su rigidez de una bota a otra, puesto que se prefieren suelas más blandas en terrenos lodosos.
Algunas botas modernas se caracterizan por tener diseños desarrollados científicamente, además de innovaciones como bolsillos de aire en las suelas y tapones más afilados; pero estos modelos fueron objeto de controversias, dado que muchos entrenadores los acusaron de favorecer las lesiones tanto de jugadores opuestos como de quien los porta. Algunos jugadores eligen deliberadamente botas ligeramente más pequeñas que las correspondiente a su talla, puesto que afirman sentir que esto aumenta su control de la pelota. Sin embargo, esta práctica también puede generar lesiones.
Las reglas no especifican ninguna restricción en cuanto al color del calzado, por lo que —aunque a lo largo de la historia predominó el uso del negro o colores oscuros— varios fabricantes, como la empresa estadounidense Nike, lanzaron al mercado botas doradas, blancas, rojas, amarillas, verdes e incluso rosadas.
Como componente básico del equipamiento, el uso de calzado es obligatorio. Sin embargo, existen importantes anécdotas sobre jugadores que no usaron botas. En la Copa Mundial de fútbol de 1938, el delantero brasileño Leônidas da Silva marcó un gol estando descalzo. Una de sus botas se había descosido, por lo que el jugador se quitó la restante y saltó al campo mientras el utilero la reparaba, marcando un gol. El árbitro no había notado que le faltaban las botas, pues los pies del jugador estaban cubiertos de barro. Cuando se dio cuenta, le ordenó calzarse. En la actualidad, sólo se concedería el gol en caso de pérdida accidental del calzado. Por otro lado, la selección de fútbol de la India renunció a participar en el Mundial de 1950 porque la FIFA había prohibido jugar descalzos a los futbolistas.
Muchos fabricantes de botas tienen contratos comerciales firmados con distintos futbolistas profesionales, quienes a cambio de una prestación monetaria y un diseño personalizado exhiben exclusivamente las botas de la marca en cuestión. En algunos casos, estos contratos estipulan el uso de la bota antes de que la misma salga al mercado, o se incluye la serigrafía del nombre del jugador o su dorsal en algún sector.

### Pantalones, espinilleras y medias

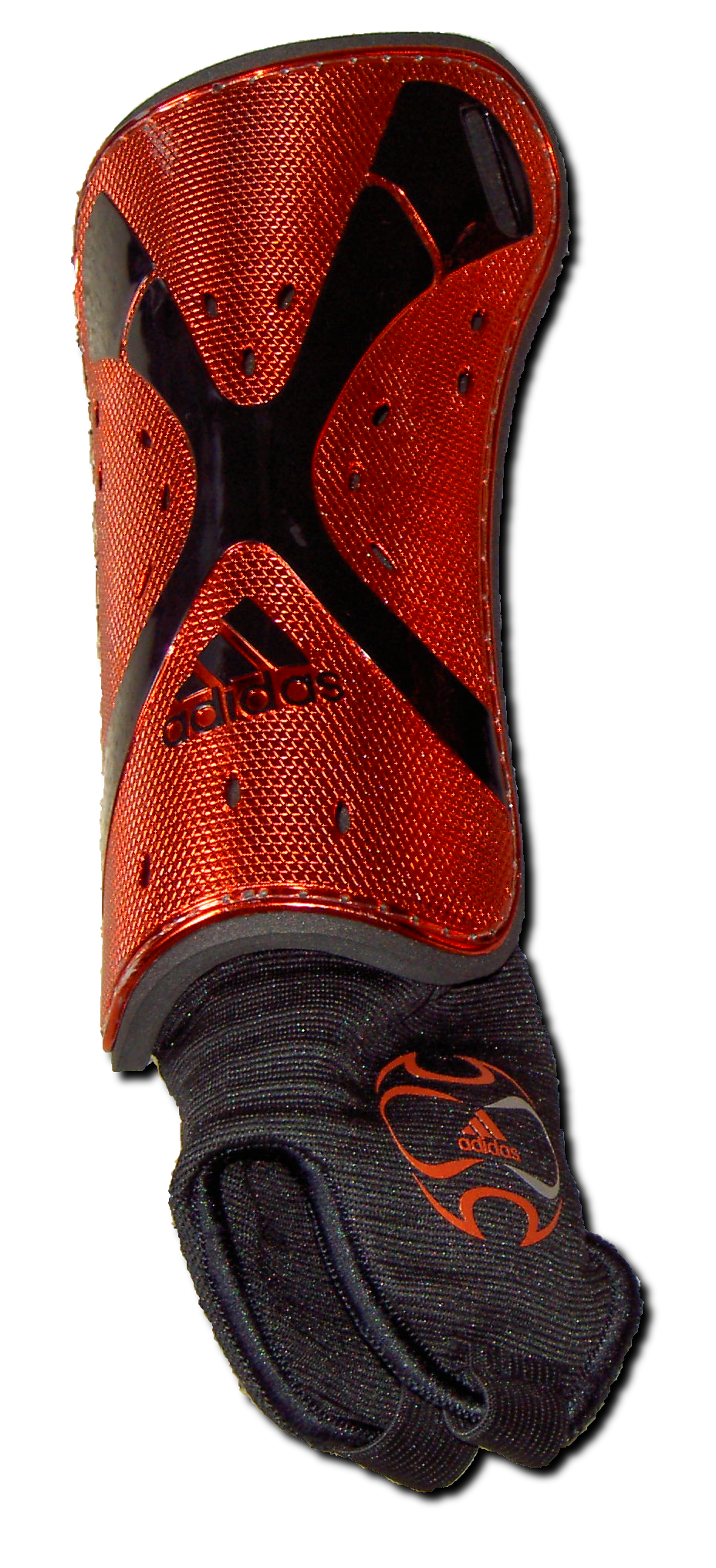
Las canilleras son obligatorias según las reglas del fútbol.

Los pantalones deben ser cortos, y en la práctica actual se llevan por encima de la rodilla. Los guardametas pueden optar por vestir pantalones largos en vez de cortos. También se debe incluir el número del jugador en la parte frontal del pantalón, ya sea en la pierna izquierda o en la derecha, y el mismo debe tener entre 10 y 15 cm. Algunos equipos ofrecen los pantalones como espacios publicitarios, generalmente la parte trasera. Se permiten los pantalones interiores térmicos, pero estos deben ser del mismo color principal que los exteriores. 
Las canilleras deben estar hechas de caucho, plástico o un material similar y «deberán ofrecer una protección adecuada». Las medias deben cubrir completamente las espinilleras y tener un color principal. Pueden llevar una vez en cada media el nombre del fabricante y de la asociación nacional o club deportivo.

### Otros accesorios

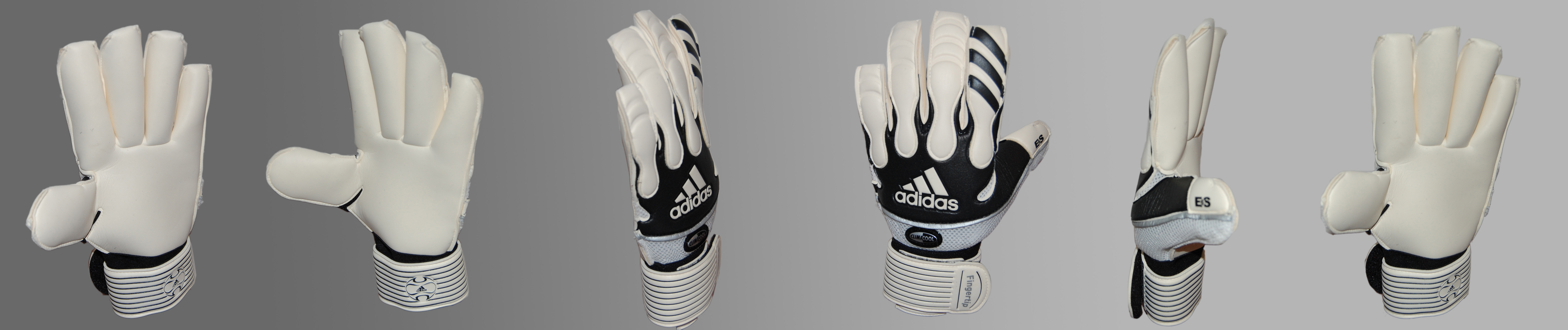
Un guante de guardameta.

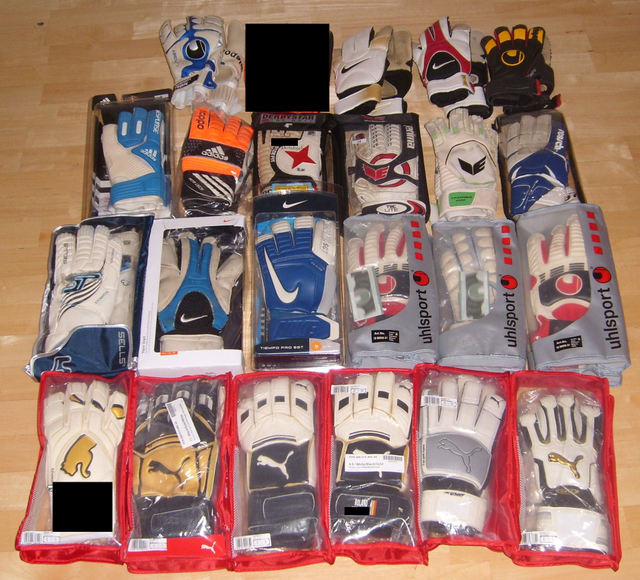
Varios estilos de guantes de portero.

Se permite usar guantes a todos los jugadores, pero los guardametas llevan normalmente guantes especialmente diseñados para la función que desempeñan en el campo. Antes de los años 1970 no se acostumbraba ponerse guantes, pero ahora es extremadamente inusual ver a un guardameta sin ellos: en el partido de la Eurocopa 2004 entre Portugal e Inglaterra, el guardameta Ricardo Pereira motivó muchos comentarios cuando decidió quitarse los guantes durante la definición por penales. Desde la década de 1980, se han logrado avances significativos en el diseño de guantes, los cuales ahora cuentan con protectores que previenen que los dedos se tuerzan hacia atrás, segmentaciones para permitir mayor flexibilidad y palmas hechas de materiales diseñados para proteger la mano del jugador y aumentar su agarre. Los guantes se encuentran disponibles en una variedad de diseños, entre los que se encuentran los denominados flat palm, roll finger y negative cut, que varían en la costura y el ajuste. Los guardametas también pueden llevar gorras para prevenir las molestias causadas por luces brillantes, como el sol o las lámparas del estadio, y que podrían afectar su show.
Los jugadores con problemas en la visión pueden usar gafas, siempre y cuando no exista el riesgo de que estas se caigan o se rompan y generen un peligro. Muchos jugadores con estos problemas optan por usar lentes de contacto, como el estadounidense Kasey Keller, pero a veces estos problemas oculares obligan a los jugadores a llevar lentes convencionales, como el francés William Gallas o el neerlandés Edgar Davids, quien sufre de glaucoma y necesitó un permiso de la FIFA para ponerse sus características antiparras. También se permite usar ropas interiores, como camisetas o pantalones —que deben ser del color principal del equipamiento—, así como bandas para sujetar el pelo, muñequeras, gorras y equipamiento protector moderno, como cascos, rodilleras, protectores de brazos, tobilleras, vendas y máscaras faciales, siempre y cuando estén confeccionados de materiales blandos y no representen un riesgo para quien lo porta u otros jugadores. En la década de 1990 se extendió el uso de tiras nasales, hechas de plástico, con un lado adhesivo que dilata las fosas nasales aumentando el flujo de aire en la respiración. En algunos países como Argentina tuvieron un paso más bien fugaz, pero en otras ligas, como la Major League Soccer estadounidense, incluso se acordó un proveedor oficial.
Un caso particular es el de las jugadoras musulmanas, quienes de acuerdo a las leyes islámicas de vestimenta femenina no pueden exhibir su cuerpo a excepción de la cara y las manos. A estas futbolistas se les autoriza llevar pantalones largos además del tradicional velo islámico.
No están permitidos otros objetos que podrían dañar a los jugadores, como joyas o relojes.

## Equipamiento de los árbitros

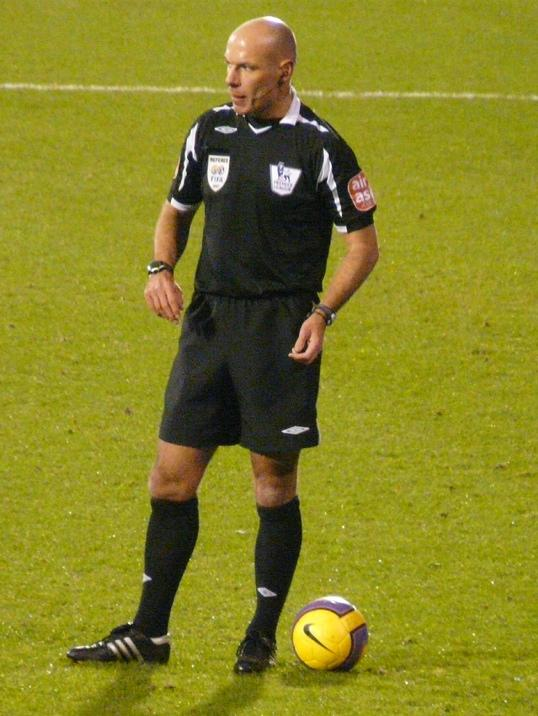
El árbitro Howard Webb llevando una indumentaria negra.

Los árbitros, los árbitros asistentes y el cuarto árbitro usan un equipamiento similar al de los jugadores, aunque normalmente se incluyen dos bolsillos en el pecho para guardar las tarjetas. El equipamiento del árbitro se completa con un silbato para señalar faltas, el inicio y el final del partido, entre otras decisiones, además de un cronómetro para medir el tiempo de juego. Desde 2006 se están llevando a cabo experimentos en las principales competiciones con sistemas inalámbricos de comunicación, consistentes en un auricular y un micrófono que se colocan el árbitro y sus asistentes con la finalidad de facilitar el intercambio de información sobre sustituciones, el tiempo extra o faltas. Los árbitros asistentes también disponen de un banderín para señalar los fuera de juego y los saques de banda. El cuarto árbitro dispone de un cartel luminoso para señalar los números de los jugadores en una sustitución o los minutos añadidos al tiempo reglamentario de juego. Cabe aclarar que el cuarto árbitro es quien debe inspeccionar el equipamiento de los jugadores antes del partido y determinar la peligrosidad de los objetos.
Aunque no se especifica en las reglas del fútbol, se considera un principio de este deporte que los árbitros vistan una indumentaria de un color distinto al de los dos equipos. En 1998, el árbitro de la Premier League, David Elleray, se vio forzado a cambiar su indumentaria a mitad de un partido entre Aston Villa y Wimbledon porque se consideró que era demasiado similar a la usada por los jugadores del Wimbledon. El negro es el color tradicional de los árbitros, siendo el apodo «el hombre de negro» un término informal utilizado ampliamente para referirse a ellos. No obstante, en años recientes se están usando otros colores, como el rosa, el anaranjado, el amarillo o el rojo, entre otros. Por otro lado, en competiciones internacionales, los oficiales sólo pueden llevar la indumentaria fabricada por el proveedor oficial de la FIFA (Adidas), además de lucir en su manga izquierda el escudo del Fair play y en el pecho el parche o logo de FIFA Referee que lo acredita como árbitro capacitado para dirigir encuentros internacionales. Los árbitros también pueden tener logos de patrocinadores, aunque únicamente se podrán ubicar en las mangas y nunca en competiciones internacionales.

## Colores y segundo equipamiento
Es normal que las normas de las competiciones especifiquen que todos los jugadores de un equipo en el campo deben llevar los mismos colores, aunque las reglas sólo declaran «Los dos equipos vestirán colores que los diferencien entre sí y también del árbitro y los árbitros asistentes». En la eventualidad de que en un partido ambos equipos normalmente jugarían con colores idénticos o similares, el equipo visitante debe cambiar a un color diferente. Según este requerimiento, habitualmente se refiere a la segunda opción de un equipo como «segundo equipamiento», «camiseta de visitante» o «camiseta alternativa», aunque no es raro, especialmente a un nivel internacional, que los equipos opten por usar su segundo uniforme por algún otro motivo que los expuestos en los reglamentos. Este fue el caso de la selección nacional inglesa, que lució una camiseta roja en la final de la Copa Mundial de Fútbol de 1966. Muchos clubes profesionales también cuentan con un «tercer equipamiento» para usarlo en caso de que tanto el primero como el segundo fuesen considerados muy similares a los del oponente.
La mayoría de los clubes han retenido los mismos colores durante varias décadas y estos colores forman una parte integral de la cultura de los equipos. Cada prenda del uniforme del equipo —con excepción del calzado— debe tener un máximo de cuatro colores, incluidos los usados para los números y letras. Un color debe resaltar significativamente sobre los demás, y en el caso de camisetas a rayas o a cuadros, uno de los colores debe predominar en las demás prendas. El color elegido para el uniforme alternativo debe contrastar claramente con el oficial. Los equipos que representan a países en competiciones internacionales suelen optar por los colores nacionales, al igual que otros equipos que representan a la misma nación en otros deportes. Estos colores se basan generalmente en los de la bandera nacional, aunque hay excepciones, como por ejemplo la selección italiana, que usa el azul, dado que este fue el color de la Casa de Saboya, o la selección alemana, que ostenta el blanco y negro de Prusia.